# 3T
3T（スリー・ティー）は、3人兄弟で結成されたアメリカ合衆国のヴォーカル・グループ。父親はジャクソン5のギターリスト、ティト・ジャクソンで、マイケル・ジャクソン、ジャネット・ジャクソンの甥にあたる。メンバー3人の名前の頭文字が「T」であることから最初はThree T'sとし、後に現在のグループ名にした。

## メンバー
- Taj（タジ、本名：トリアーノ・アダリル・ジャクソン・二世（Toriano Adaryll Jackson Ⅱ）、1973年8月4日（51歳） - ）
- Taryll（タリル、本名：タリル・エイドレン・ジャクソン（Taryll Adren Jackson ）、1975年8月8日（49歳） - ）
- TJ（ティージェイ、本名：ティト・ジョセフ・ジャクソン（Tito Joseph Jackson）、1978年7月16日（46歳） - ）

## バイオグラフィー
幼い頃から父や叔父の仕事に参加し、その頃からミュージシャンを目指すようになる。1989年、ジャクソンズのレコーディング参加を皮切りに、グループとして活動を始める。1994年、母親（88年に離婚）が、交際相手宅のプールで溺死体で発見されるという痛ましい事故が発生する。この事故は後に交際相手による他殺と判明した。その後、兄弟は母へ捧げるためにアルバム制作を開始する。
1995年、マイケルの設立したMJJプロダクションズ (ソニー傘下) から、デビューアルバム『Brotherhood』をリリースし、全世界で300万枚を売り上げた。その後、6曲がシングルカットされ、アメリカで1曲、イギリスで4曲がトップ10入り、当時のアメリカの音楽シーンでは受け入れられなかったが、ヨーロッパでは大成功した。翌年1996年には、ヨーロッパで年間売り上げ2位を樹立した。
1997年、長瀬智也（TOKIO）のソロシングル、Tomoya with 3T 『ETERNAL FLAME』で、バックコーラスとして参加などの活動を経て、セカンドアルバムの制作にかかり始める。ところが、ソニーミュージックとマイケルの確執問題や、母親の裁判などで、思うように音楽活動が出来なくなる。そんな混乱の中、レコーディングは続けられ、アルバム『Deja vu』は完成。1999年に発売予定だったが、ソニーとの確執問題は泥沼化し、お蔵入りとなる。現在でも権利を巡って争われている。2002年にレコード会社との契約を解除した。
2003年に、TF1/NRJと契約。以後、ヨーロッパでの活動が中心となる。2004年、セカンドアルバム『Identity』と2曲のシングルをヨーロッパ限定でリリース。2008年、iTunes StoreとAmazon.comがダウンロード販売し、全世界へ配信した。
2009年にA&E TVのリアリティー番組『The Jacksons A Family Dynasty』に出演。2010年1月31日に行われた、第52回グラミー賞授賞式で、マイケル・ジャクソンに特別功労賞が送られる際、マイケルの長男プリンスと長女パリスらと共に3人そろって登壇し、翌日行われた『We Are The World 25 for Haiti』のレコーディングにも参加した。
2009年3月10日、タリル・ジャクソンが"Twitter Twitter Follow Me"という歌を作り、発表する。
2013年5月に、タジ・ジャクソンが、子供のころに母方の叔父から性的虐待を受けていた過去を告白した。
2015年10月、3Tによる「Dee Dee Jackson Foundation」というチャリティ財団が設立された。生前にチャリティに力を入れていた母ディーディーの遺志を受け継ぐ形となった。同年には彼らと子供達の姿を映したリアリティ番組『The Jacksons: Next Generation』が放送。
2016年9月10日、アルバム「Capter III（チャプター・スリー）」を発売。「III」はよく見ると、I（アイ）が3つ並ぶという、3Tらしい表記である。
2016年9月16日、オランダ・アムステルダムにて、「Up Close and Personal」というショーが行われた。
TJは2020年にEP、Obsessionをリリースしてソロデビュー、2022年には初のアルバムAcoustic Sessionsをリリースした。
タリルは2023年、父ティトの死の2日前にシングルAll My Loveでソロデビューしていた、ティトの死後はティトの代わりに叔父のジャッキーやマーロンとともにツアーを廻った。

## 私生活
2013年6月17日、タジ・ジャクソンが、婚約者タイアナと結婚。父ティトや叔父マイケルが青春時代を過ごしたヘイヴンハーストの家にて、家族だけでのパーティーが行われた。上記の告白から一ヶ月後の結婚であり、タジがタイアナとの結婚を喜ぶあまり涙した様子が写真撮影され、SNSにアップされた。またこの日程は、父ティトジャクソンと母ディーディーの結婚記念日と同じ日付であり、母親思いの人柄が表れている。現在は3人の子供の父親。
タリルは2008年に第一子、2011年に第二子が誕生した。
TJは4人の子供を持つほかに、マイケルの子供達の後見人にも指名されている。

## ファン
TwitterなどのSNSでは、自身たちのファンを「Team 3T」と呼んでいる。

## ディスコグラフィー

### アルバム
- 1995年11月 『Brotherhood』 (全米127位 全英11位)
- 2004年12月 『Identity』
- 2016年9月『Chapter III』

### シングル
- 1995年12月 『Anything』（全米15位 全英2位）
- 1995年07月 『24/7』（全英11位）
- 1996年12月 『Tease Me』（全米103位）
- 1996年01月 『Why (Feat. Michael Jackson)』（全米112位 全英2位）
- 1996年02月 『I Need You (Feat. Michael Jackson)』（全英3位）
- 1996年03月 『Gotta Be You』（全英10位）
- 2003年02月 『Stuck on You』（全英14位 全蘭3位）
- 2004年11月 『Sex Appeal』

### 参加作品
- 1989年 『2300 Jackson Street』- The Jacksons (バックコーラス)
- 1992年 『That's How Love Goes』- Jermaine Jackson (バックコーラス)
- 1997年 『Eternal Flame』- Tomoya with 3T (バックコーラス)
- 1999年 『Klaye Daye』- Klaye (全面プロデュース)
- 2004年 『If You Leave Me Now』- T-Rio (デュエット)
- 2004年 『Rumors』- Lindsay Lohan (共作)
- 2006年 『I Call It Love』- Lionel Richie (曲提供)
- 2006年 『Days Go By』- Janet Jackson (曲提供) -日本盤のボーナストラック-
- 2006年 『Change Me』- Ruben Studdard (曲提供)
- 2010年 『We Are The World 25 for Haiti』(バックコーラス)

### サウンドトラック
- 1992年 『You Are The Ones (interlude)』(The Jacksons An American Dream)
- 1993年 『Didn't Mean To Hurt You』(Free Willy soundtrack)
- 1995年 『What Will It Take』(Free Willy 2 soundtrack)
- 1997年 『Waiting For Love』(Men in Black soundtrack)
- 1999年 『Thinkin'』(Trippin' soundtrack)